# Simon Donaldson

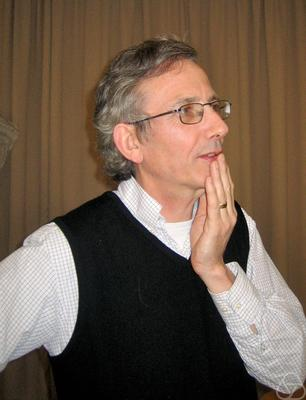
Simon Donaldson

Simon Kirwan Donaldson (Cambridge, 20 augustus 1957) is een Brits wiskundige die bekendstaat om zijn werk in de topologie van gladde (differentieerbare) vierdimensionale variëteiten. 
Hij is nu Royal Society research professor in de zuivere wiskunde en voorzitter van het Instituut voor wiskundige wetenschappen aan het  Imperial College in Londen. 
Als postdoctoraal student bewees Donaldson in 1982 een resultaat dat hem beroemd zou maken. Hij publiceerde het resultaat in een artikel "Self-dual connections and the topology of smooth 4-manifolds" dat in 1983 verscheen. In de woorden van Atiyah deed het artikel "de wiskundige wereld versteld staan."
Donaldson houdt zich bezig met de toepassing van wiskundige analyse (vooral de analyse van elliptische partiële differentiaalvergelijkingen) op problemen in de meetkunde. De problemen hebben voornamelijk betrekking op de ijktheorie, vierdimensionale variëteiten, complexe differentiaalmeetkunde en symplectische meetkunde.
Donaldson's recente werk concentreert zich op een probleem in de complexe differentiaalmeetkunde, over een vermoedelijke relatie tussen algebraïsch-meetkundige stabiliteitsvoorwaarden voor gladde projectieve variëteiten en het bestaan van "extremale" Kählermetrieken.

## Prijzen en onderscheidingen
Donaldson werd in 1986 bekroond met de Fields Medal, in 2008 met de Nemmersprijs in de wiskunde en in 2009 met The Shaw Prize. In 2010 werd hij verkozen tot buitenlands lid van de Koninklijke Zweedse Academie voor Wetenschappen. In 2015 werd hij laureaat van de Breakthrough Prize in Mathematics. In 2019 werd de Oswald Veblen-prijs aan hem toegekend.

## Voetnoten
1. ↑  (en)  New foreign members elected to the academy persmededeling van de Koninklijke Zweedse Academie voor Wetenschappen 2010-05-26